# Abdullah Al-Mayouf
Abdullah Ibrahim Al-Mayouf (arabiska: عبد الله المعيوف), född 23 januari 1987, är en saudiarabisk fotbollsspelare som för närvarande spelar som målvakt för Al-Hilal FC.

## Klubbkarriär
Abdullah Al-Mayouf tog steget upp från Al-Hilal ungdomslag, men efter en säsong lämnade han.

### Al-Ahli
2007 signerade Abdullah på för Al-Ahli. Han spelade sin första professionella fotbollsmatch 2009, men han blev en  startspelare under 2013/14. Säsongen därefter vann han kronprinscupen. Därefter vann han League & Kings Cup 2015/16. Den 1 juni försökte Al-Ahli förnya Abdullahs kontrakt men det ville han inte på grund av personliga skäl. 

### Al-Hilal

#### 2016–17
Den 13 augusti 2016 återvände Abdullah till Al-Hilal efter nio år med Al-Ahli och skrev på ett tvåårskontrakt. Den 13 augusti 2016 spelade Abdullah sin debut för Al-Hilal i den inhemska ligan mot Al-Batin där han höll nollan så att hans lag vann med 2–0. Den 4 maj 2017 spelade Abdullah den sista matchen i ligan mot Al-Nassr där de vann med5–1 och därmed kunde lyfta ligatiteln. Han spelade alla matcher i ligan den säsongen. Den 18 maj spelade Abdullah finalen i Kings Cup mot sin tidigare klubb Al-Ahli där de vann med 3–2 och det innebärde en vinst av  Kings Cup.

#### 2017–18
Den 10 augusti 2017 spelade Abdullah säsongens första match mot Al-Fayha, han räddade en straff som gjorde att Al-Hilal vann med 2–1. Den 18 december spelade Abdullah AFC Champions League- finalens första etapp mot Urawa där de spelade oavgjort, 1–1. Därefter åkte Abdullah och Al-Hilal ut den 25 november i andra omgången efter att ha förlorat 0–1 mot Urawa. Den 1 december höll Abdullah nollan i målet mot Al-Ahli, en match där hans lag vann med 2–0.

## Internationell karriär
I juni 2018 togs han ut i Saudiarabiens trupp tillFIFA World Cup 2018 i Ryssland  och spelade i turneringens inledande match mot värdnationen Ryssland. Efter matchen valdes han inte till de två återstående matcherna på grund av hans tveksamma prestation vid öppningsmötet. 

## Karriärstatistik

### Klubb
Till och med den 5 februari 2020
| Klubb              | Säsong             | Saudi Premier League | Saudi Premier League | Crown Prince Cup | Crown Prince Cup | King Cup | King Cup | Saudi Super Cup | Saudi Super Cup | AFC Champions League | AFC Champions League | Total | Total |
| Klubb              | Säsong             | Matcher              | Mål                  | Matcher          | Mål              | Matcher  | Mål      | Matcher         | Mål             | Matcher              | Mål                  | Apps  | Goals |
| ------------------ | ------------------ | -------------------- | -------------------- | ---------------- | ---------------- | -------- | -------- | --------------- | --------------- | -------------------- | -------------------- | ----- | ----- |
| Al-Ahli            | 2009–10            | 7                    | 0                    | 4                | 0                | 0        | 0        | -               | -               | 2                    | 0                    | 9     | 0     |
| Al-Ahli            | 2010–11            | 5                    | 0                    | 0                | 0                | 0        | 0        | -               | -               | 0                    | 0                    | 5     | 0     |
| Al-Ahli            | 2011–12            | 10                   | 0                    | 2                | 0                | 5        | 1        | -               | -               | 0                    | 0                    | 17    | 1     |
| Al-Ahli            | 2012–13            | 14                   | 0                    | 2                | 0                | 0        | 0        | -               | -               | 0                    | 0                    | 16    | 0     |
| Al-Ahli            | 2013–14            | 23                   | 0                    | 1                | 0                | 5        | 0        | -               | -               | -                    | -                    | 29    | 0     |
| Al-Ahli            | 2014–15            | 25                   | 0                    | 4                | 0                | 1        | 0        | -               | -               | 9                    | 0                    | 39    | 0     |
| Al-Ahli            | 2015–16            | 4                    | 0                    | 0                | 0                | 1        | 0        | -               | -               | 2                    | 0                    | 7     | 0     |
| Al-Ahli            | Total              | 88                   | 0                    | 13               | 0                | 12       | 1        | 0               | 0               | 13                   | 0                    | 126   | 1     |
| Al-Hilal           |                    |                      |                      |                  |                  |          |          |                 |                 |                      |                      |       |       |
| 2016–17            | 26                 | 0                    | 3                    | 0                | 4                | 0        | 1        | 0               | 8               | 0                    | 42                   | 0     |       |
| 2017–18            | 13                 | 0                    | -                    | -                | 0                | 0        | -        | -               | 7               | 0                    | 20                   | 0     |       |
| 2018–19            | 10                 | 0                    | -                    | -                | 1                | 0        | -        | -               | 11              | 0                    | 22                   | 0     |       |
| 2019–20            | 15                 | 1                    | -                    | -                | 2                | 0        | -        | -               | 11              | 0                    | 28                   | 1     |       |
| Totalt             | 64                 | 1                    | 3                    | 0                | 7                | 0        | 1        | 0               | 37              | 0                    | 112                  | 1     |       |
| Totalt i karriären | Totalt i karriären | 152                  | 1                    | 16               | 0                | 19       | 1        | 1               | 0               | 50                   | 0                    | 238   | 2     |

### Internationell
Statistik korrekt från matchen som spelats den 10 september 2019.
| Saudiarabien | Saudiarabien | Saudiarabien |
| År           | Spelade      | Mål          |
| ------------ | ------------ | ------------ |
| 2010         | 1            | 0            |
| 2011         | 0            | 0            |
| 2012         | 0            | 0            |
| 2013         | 1            | 0            |
| 2014         | 1            | 0            |
| 2015         | 0            | 0            |
| 2016         | 0            | 0            |
| 2017         | 5            | 0            |
| 2018         | 4            | 0            |
| 2019         | 2            | 0            |
| Total        | 14           | 0            |

## Meriter

### Klubb
Al-Ahli
- Saudi Professional League : 2015–16
- King Cup : 2011, 2012, 2016
- Kronprinscup : 2006–07, 2014–15
- Gulf Club Champions Cup : 2008
- Saudiska federationscupen : 2006–07

Al-Hilal
- Saudiska professionella ligan : 2016–17, 2017–18
- King Cup : 2017
- Saudiarabiska Super Cup : 2018
- AFC Champions League : 2019[6]